# Interstate 73
Interstate 73 (I-73) é uma rodovia interestadual norte-sul, atualmente localizada inteiramente no estado norte-americano da Carolina do Norte. Percorre 150,5 km (93,5 milhas), desde o sul de Ellerbe, Carolina do Norte, até ao nordeste de Stokesdale, proporcionando uma ligação por rodovia a Greensboro e Asheboro. Para além de um curto segmento de 15,3 km (9,5 milhas) perto do Aeroporto Internacional Piedmont Triad, a oeste de Greensboro, a interestadual corre em simultâneo com pelo menos uma outra via.
A I-73 foi planejada para ser um corredor muito mais longo, definido por várias leis federais para ir de Myrtle Beach, Carolina do Sul, até Sault Ste. Marie, Michigan. A Carolina do Norte continua construindo seções da rota, enquanto a Carolina do Sul demonstrou apoio à construção, mas ainda está em busca de fundos. No entanto, quando os projetos ativos forem concluídos, ela irá apenas de Myrtle Beach, na Carolina do Sul, até a linha estadual entre a Carolina do Norte e a Virgínia, ao longo da U.S. Route 220. Michigan não planeja construir a interestadual, pois abandonou o projeto da I-73 depois de 12 de junho de 2001, desviando os fundos para projetos de melhoria da segurança ao longo do corredor. Ohio não planeja construir nenhuma parte da rodovia porque o corredor da I-73 nesse estado já é servido por autoestradas existentes ou autoestradas de quatro pistas que eventualmente serão modernizadas para autoestradas. No entanto, houve um impulso renovado para a extensão do corredor da I-73 dentro do estado. A Virgínia Ocidental está construindo sua seção, principalmente ao longo da US 52, como uma rodovia dividida em quatro pistas, mas sem atender aos padrões das rodovias interestaduais, e a Virgínia não planeja financiar a construção da interestadual em um futuro próximo.
Associados a esses planos estão os da extensão da I-74 de Cincinnati a Myrtle Beach, com várias sobreposições de rodovias contempladas.